# Provinz Cajabamba
Die Provinz Cajabamba liegt in der Region Cajamarca im Nordwesten von Peru. Die Provinz wurde am 11. Februar 1855 gegründet. Sie besitzt eine Fläche von 1808 km². Beim Zensus 2017 wurden 80.630 Einwohner gezählt. Im Jahr 1993 lag die Einwohnerzahl bei 69.236, im Jahr 2007 bei 74.287. Verwaltungssitz ist die Kleinstadt Cajabamba.

## Geographische Lage
Die Provinz Cajabamba liegt im äußersten Südosten der Region Cajamarca, etwa 50 km südöstlich der Regionshauptstadt Cajamarca. Die Provinz liegt in der peruanischen Westkordillere. Sie besitzt eine Längsausdehnung in WSW-ONO-Richtung von 70 km. Die Provinz reicht im Osten bis zum Río Marañón. Der Río Crisnejas verläuft entlang der nordöstlichen Provinzgrenze. Er entwässert zusammen mit seinen beiden Quellflüssen, Río Cajamarca und Río Condebamba, das Gebiet nach Nordosten.
Die Provinz Cajabamba grenzt im Norden an die Provinz San Marcos, im Osten an die Provinz Bolívar (Region La Libertad), im Süden an die Provinz Sánchez Carrión (Region La Libertad) sowie im Westen an die Provinzen Otuzco, Gran Chimú (beide in der Region La Libertad) und an die Provinz Cajamarca.

## Verwaltungsgliederung
Die Provinz Cajabamba gliedert sich in folgende vier Distrikte. Der Distrikt Cajabamba ist Sitz der Provinzverwaltung.
| Distrikt   | Verwaltungssitz |
| ---------- | --------------- |
| Cachachi   | Cachachi        |
| Cajabamba  | Cajabamba       |
| Condebamba | Cauday          |
| Sitacocha  | Lluchubamba     |

## Politik

### Regionalpolitik
Der Regionalrat der Region Cajamarca ist die Volksvertretung auf Regionalebene mit gewissen gesetzgeberischen Kompetenzen. Jede Provinz entsendet mindestens einen Vertreter, der alle vier Jahre in den peruanischen Regionalwahlen gewählt wird. Der Regionalrat von Cajamarca besteht aus 19 Mitgliedern, von denen einer die Provinz Cajabamba repräsentiert. In Cajabamba wurde bei der Regionalwahl 2022 Alfredo Francisco Salaverry Armas der Regionalpartei Frente Regional de Cajamarca für die Periode vom 1. Januar 2023 bis zum 31. Dezember 2026 gewählt.

### Kommunalpolitik
Der Provinzrat von Cajabamba besteht aus zehn Sitzen, von denen einer vom Provinzbürgermeister besetzt wird. Der Provinzbürgermeister und die weiteren Mitglieder des Provinzrats werden alle vier Jahre in den peruanischen Kommunalwahlen gewählt. Bei der Kommunalwahl 2022 wurden diese für die Periode vom 1. Januar 2023 bis zum 31. Dezember 2026 gewählt. Zum Provinzbürgermeister wurde Juan Pérez Campos des Frente Regional de Cajamarca gewählt. Von den restlichen neun Mitgliedern des Provinzrats gehören sechs ebenfalls dem Frente Regional de Cajamarca an, zwei der Partei Somos Perú und eins der Partei Avanza País.

## Verkehr
Die Provinz Cajabamba ist über die Nationalstraße PE-3N im Norden an die Provinz San Marcos und im Süden an die Provinz Sánchez Carrión (Region La Libertad) angebunden. Die Regionalstraße LI-108 führt aus Osten aus der Provinz Bolívar (Region La Libertad) in die Provinz Cajabamba hinein. Die Regionalstraßen CA-108, CA-111 und CA-112 sowie mehrere Gemeindestraßen erschließen das Gebiet.